# Maria Lúcia Vassalo Namorado
Maria Lúcia Vassalo Namorado Silva Rosa (Torres Novas, 1 de junio de 1909 - 9 de febrero de 2000) fue una escritora, poetisa, periodista, profesora y reformadora social portuguesa, directora de la revista Os nossos filhos (Nuestros hijos).

## Biografía
Maria Lúcia Vassalo Namorado Silva Rosa nació el 1 de junio de 1909 en Torres Novas, en el distrito portugués de Santarém, hija de António Florentino Namorado, republicano y masón, y de Ana Perpétua Vassalo, prima de Manuel António Vassalo e Silva, último Gobernador de la India portuguesa, y de las escritoras Maria Lamas y Alice Vieira. Vivió los primeros años de su vida en Torres Novas, estudiando en escuelas públicas. A los diez años, la familia se trasladó a Lisboa, la capital portuguesa, donde, tras revelar su talento para la escritura, prosiguió sus estudios. Una enfermedad pulmonar le impidió ir a la escuela durante un año, y una fiebre tifoidea le impidió terminar el bachillerato, a pesar de haber sido la mejor de la clase. La familia regresó a Torres Novas en 1928. En 1930, de vacaciones con su madre, conoció a Joaquim Jerónimo da Silva Rosa, un oficinista de Coimbra. Se casaron en Torres Novas y en Coimbra. Tres años más tarde, tuvo un hijo, el primero de tres, en Penacova, cerca de Coimbra, donde la pareja había elegido vivir.

## Escritura
Vassalo comenzó a publicar cuentos y poemas en revistas como A Renascença (El Renacimiento) y A Mocidade (La Juventud), publicación semanal de la Liga da Mocidade Republicana (Liga de la Juventud Republicana). En 1929 comenzó a colaborar con Maria Lamas en la revista Modas e Bordados (Modas y Bordados), que se publicaba como suplemento del diario O Século. Durante trece años firmó sus artículos con los seudónimos «Milú», «Maria Lúcia», «Tricana», «Marianela» y «Dona Experience», según el tema del artículo, que podía ir desde recetas de cocina, consejos para el cuidado de los niños, consejos para adolescentes e incluso columnas de consejos del tipo «Tía Agonía». En 1932, comenzó a escribir quincenalmente en la sección infantil y en la sección femenina del periódico Notícias de Penacova, que entonces dirigía su marido, firmando sus artículos con su nombre de soltera o con el seudónimo «Qui-Quiriqui». En 1937, la familia se trasladó a Golegã, donde publicó su primer libro ese mismo año, una novela titulada Negro e Cor de Rosa (Negro y rosa), con el nombre de Maria Lúcia. Tres años más tarde, se trasladó a Lisboa, donde escribió A Mulher dona de casa (El ama de casa) en 1943 y Joaninha quer casar (Joaninha quiere casarse: consejos a las chicas) en 1944.

## Publicación
En junio de 1942, Vassalo comenzó a publicar la revista mensual Os Nosso Filhos (Nuestros Hijos), que dirigía y editaba con el apoyo financiero de António Júlio Vassalo, su primo. La revista estaba dirigida a los padres y publicaba artículos escritos por partidarios y detractores del régimen autoritario del Estado Novo, entre ellos Alice Vieira y Mário Castrim. La revista abordaba algunos de los mayores problemas a los que se enfrentaban las madres en su vida diaria: falta de educación, falta de planificación familiar, falta de apoyo a las mujeres trabajadoras, violencia doméstica y altas tasas de mortalidad infantil. Otro tema recurrente era la necesidad de bibliotecas escolares para combatir el analfabetismo. Realizó campañas para ayudar y apoyar a los niños desfavorecidos, como los discapacitados o incluso las víctimas de la Segunda Guerra Mundial, labor por la que fue galardonada con la Cruz del Mérito de la Cruz Roja Portuguesa en noviembre de 1947. Además de la revista, creó una editorial con el mismo nombre, Os Nosso Filhos, que publicó sus obras y las de otros escritores infantiles, como Matilde Rosa Lopes de Araújo, Virgínia Lopes de Mendonça, Maria Elisa Nery de Oliveira y Maria Isabel César Anjo. También dirigió un programa de radio quincenal llamado «Programa para madres».

## Activismo
En la década de 1940, se hizo miembro de la Liga Portuguesa de Protección Social, donde propuso la creación de una Liga de Protección de la Infancia (aunque nunca llegó a materializarse). También se unió a Maria Lamas como miembro del Conselho Nacional das Mulheres Portuguesas (Consejo Nacional de las Mujeres Portuguesas), donde fue secretaria de la asamblea general y presidenta de su comité de propaganda. Sus tres libros fueron incluidos en la «Exposición de libros escritos por mujeres» en 1947, organizada por el Consejo Nacional. Se afilió a la Associação Feminina Portuguesa para a Paz (Asociación Femenina Portuguesa para la Paz - AFPP) y a la Liga Portuguesa Abolicionista (Liga Abolicionista Portuguesa), organización dedicada a la abolición de la prostitución. También estuvo asociada al Movimiento de Unidad Democrática, una agrupación de organizaciones fundada en octubre de 1945 y opuesta al gobierno autoritario de la época.

## Censura
Durante la década de 1950, Os Nossos Filhos estuvo en el punto de mira de la censura portuguesa. Vassalo fomentó el uso de seudónimos para proteger a los colaboradores y pidió a sus escritores que practicaran un elemento de «autocensura». Esto no agradó a todos sus colaboradores, pero aseguró la supervivencia de varios autores a los que se prohibió trabajar. Así se mantuvo la publicación hasta 1958, cuando se suspendió la publicación mensual. Hasta 1964 se editó un número anual y después Os Nosso Filhos cerró como consecuencia de las dificultades financieras y la represión del régimen.

## Actividades posteriores
Obligada a buscar un nuevo medio de vida, cerca de los cincuenta años y separada de su marido, retomó sus estudios para obtener los diplomas de maestra de preescolar y primaria, además de empezar a aprender inglés y francés. En 1959 ocupó un puesto en la Fundación Sain, que apoyaba la integración de los ciegos en la sociedad portuguesa. Continuando con su activismo, se unió a la Asociación Portuguesa de Sordos, a la Liga Portuguesa de Protección a los Discapacitados, a la Asociación Portuguesa para la Educación a través del Arte y al Consejo Internacional del Libro Juvenil, y fue aprobada como miembro de la Sociedad Portuguesa de Escritores. Siguió escribiendo cuentos ocasionales en las páginas infantiles de periódicos y revistas, y también dio consejos de lectura para padres y de alimentación para niños, utilizando su propio nombre y diversos seudónimos. En 1966 publicó A História do Pintainho Amarelo (La historia del pollito amarillo), un libro de cuentos infantiles sobre la rehabilitación de los ciegos en Portugal, con ilustraciones de Maria Keil; en 1968 A História de um Bago de Milho; y en 1971 O Segredo da Serra Azul y la colección Os Livros da Grande Roda, que contenía cuentos de otros autores.

## Después de la Revolución de los Claveles
Después de la Revolución de los Claveles de 1974, que supuso el derrocamiento del Estado Novo, trabajó como profesora de literatura infantil. Realizó cursos de Musicoterapia, Filosofía Política y otras asignaturas. Participó en campañas de alfabetización de adultos, así como en diversas iniciativas del Partido Comunista, a pesar de no estar afiliada. Apoyó el Centro de Formación Educacional Permanente y fue una de las fundadoras del Instituto de Apoyo a la Infancia.
Maria Lúcia Vassalo Namorado falleció el 9 de febrero de 2000, en su domicilio de Lisboa. Donó su patrimonio intelectual a la Facultad de Psicología y Ciencias de la Educación de la Universidad de Lisboa.